# Адманнсгаген-Баргесгаген
Адманнсгаген-Баргесгаген (нім. Admannshagen-Bargeshagen) — громада в Німеччині, розташована в землі Мекленбург-Передня Померанія. Входить до складу району Росток. Складова частина об'єднання громад Бад-Доберан-Ланд.
Площа — 15,68 км2. Населення становить 2899 ос. (станом на 31 грудня 2020).

## Галерея

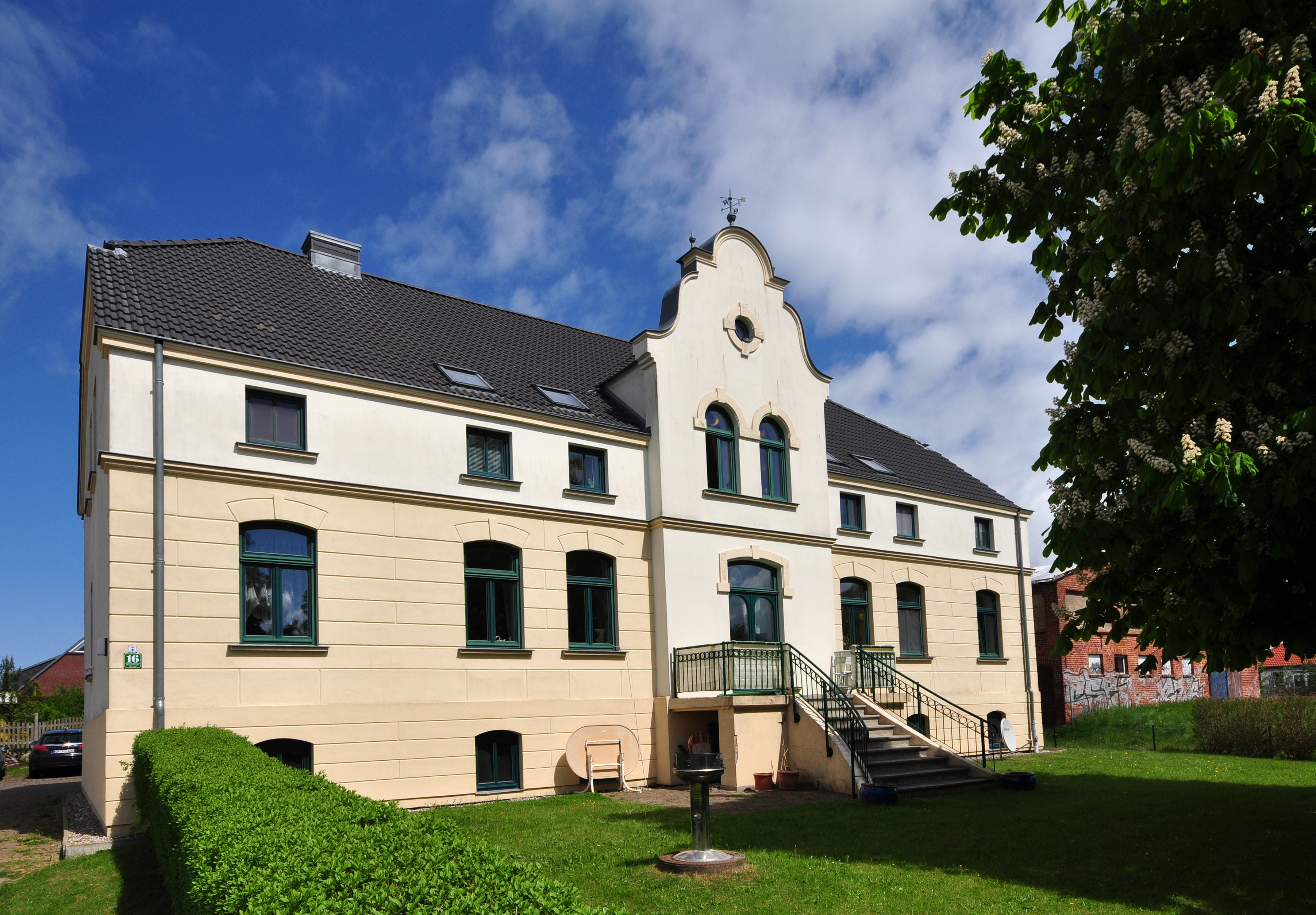
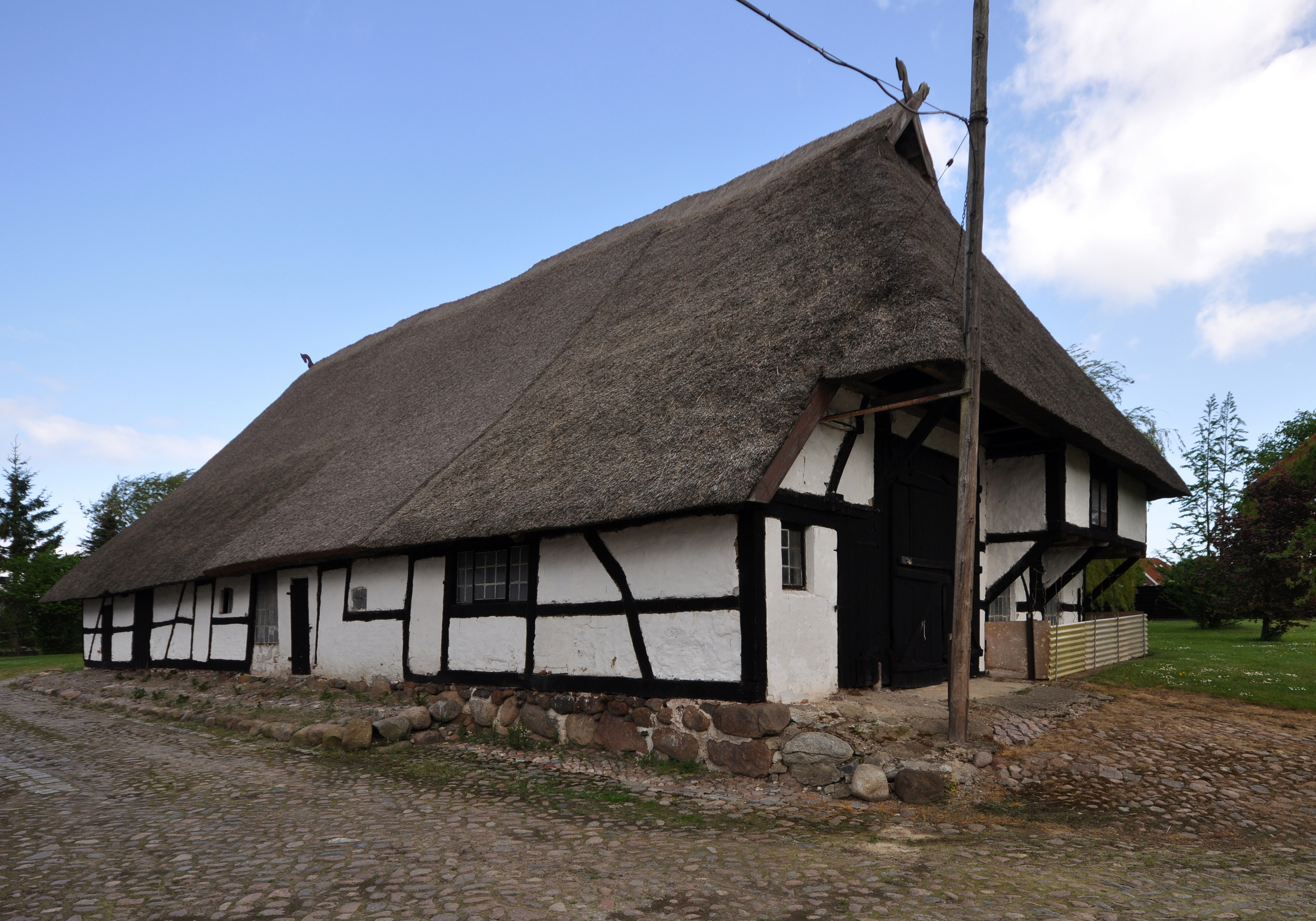